# Список эпизодов телесериала «Виртуозы»
Список эпизодов британского телесериала «Виртуозы», транслировавшегося на телеканале BBC One с 24 февраля 2004 года по 17 февраля 2012 года. В каждой серии группа обаятельных мошенников с целью экспроприации незаконно нажитых средств у малосимпатичных личностей разрабатывает и претворяет в жизнь умопомрачительные комбинации.

## Обзор сезонов
| Сезон | Сезон | Эпизоды | Оригинальная дата показа | Оригинальная дата показа |
| Сезон | Сезон | Эпизоды | Премьера сезона          | Финал сезона             |
| ----- | ----- | ------- | ------------------------ | ------------------------ |
|       | 1     | 6       | 24 февраля 2004          | 30 марта 2004            |
|       | 2     | 6       | 29 марта 2005            | 3 мая 2005               |
|       | 3     | 6       | 10 марта 2006            | 14 апреля 2006           |
|       | 4     | 6       | 3 мая 2007               | 7 июня 2007              |
|       | 5     | 6       | 8 января 2009            | 12 февраля 2009          |
|       | 6     | 6       | 4 января 2010            | 8 февраля 2010           |
|       | 7     | 6       | 7 января 2011            | 18 февраля 2011          |
|       | 8     | 6       | 13 января 2012           | 17 февраля 2012          |

## Список серий

### Сезон 1 (2004)
| № общий | № в сезоне | Название                                     | Режиссёр       | Автор сценария | Дата премьеры   | Зрители в США (млн) |
| --- | ---------- | -------------------------------------------- | -------------- | -------------- | --------------- | ------------------- |
| 1 | 1          | «The Con is On» «Афера началась»             | Бхарат Наллури | Тони Джордан   | 24 февраля 2004 | 7,23                |
| Гениальный мошенник Мики Брикс сразу после выхода из тюрьмы собирает старую команду: Альберта Строллера, Эша «Три носка» Моргана и Стейси Монро. Также к ним присоединяется мелкий мошенник Денни Блю, перед этим пройдя проверку, доказав своё мастерство, лояльность и преданность.                                                |            |                                              |                |                |                 |                     |
| 2 | 2          | «Faking It» «Фальсификация»                  | Бхарат Наллури | Тони Джордан   | 2 марта 2004    | 7,16                |
| Дэнни делает всё, чтобы вписаться в команду, однако постоянно попадает в казусные ситуации. Альберт попадает в больницу, после того, как облапошил не того человека. Мики и его команда решают отомстить. Тем временем к Мики приходит жена и требует подписать документы на развод.                                                 |            |                                              |                |                |                 |                     |
| 3 | 3          | «Picture Perfect» «Прекрасная картина»       | Бхарат Наллури | Мэттью Грэм    | 9 марта 2004    | 5,75                |
| Альберт и Эш проворачивают мелкую аферу в результате которой лишают честного фабриканта последних денег. Осознав ошибку они с помощью команды пытаются продать фальшивую картину Модриана нечистому на руку коллекционеру, чтобы вернуть деньги фабриканту.                                                                          |            |                                              |                |                |                 |                     |
| 4 | 4          | «Cops and Robbers» «Полицейские и грабители» | Минки Спиро    | Тони Джордан   | 16 марта 2004   | 5,81                |
| После серии дерзких ограблений банка, полицейский, имеющий компромат на Альберта, заставляет команду искать организаторов ограблений. Команде предстоит найти грабителей и избавиться от полицейского на хвосте, и при этом поднять немного денег. Приглашённые актёры: Дэвид Калдер, Ричард Харрингтон, Дэвид Уолльямс, Фил Смитон. |            |                                              |                |                |                 |                     |
| 5 | 5          | «A Touch of Class» «Прикосновение статуса»   | Минки Спиро    | Эшли Парох     | 23 марта 2004   | 6,74                |
| У команды появляется новая цель — богатая, стервозная и недавно разведённая дама (Тэмзин Аутуэйт) из высшего света. Однако продуманный до мельчайших деталей план рушится на глазах и всё идёт совсем не так, как задумывалось изначально...                                                                                         |            |                                              |                |                |                 |                     |
| 6 | 6          | «The Last Gamble» «Последняя авантюра»       | Роберт Бейли   | Тони Джордан   | 30 марта 2004   | 6,14                |
| Перед командой стоит как никогда сложная задача: облапошить недавно ушедшего в отставку генерального директора крупной коммунальной компании (Дэвид Хэйг), наворовавшего много денег за время службы. Они выбирают классическую схему — аферу с лошадиными скачками.                                                                 |            |                                              |                |                |                 |                     |

### Сезон 2 (2005)
| № общий | № в сезоне | Название                                | Режиссёр       | Автор сценария   | Дата премьеры  | Зрители в США (млн) |
| --- | ---------- | --------------------------------------- | -------------- | ---------------- | -------------- | ------------------- |
| 7 | 1          | «Gold Mine» «Золотая шахта»             | Отто Батхёрст  | Тони Джордан     | 29 марта 2005  | 5,94                |
| Старый мошенник Гарри Холмс отправляется за решетку после того, как его ловит застройщик. Он считает, что никому не удастся его провести. Заключив пари с Мики, Дэнни хочет облапошить дельца, убедив того, что на бесполезном куске земли в Лондоне пролегает золотая жила.                                                                           |            |                                         |                |                  |                |                     |
| 8 | 2          | «Confessions» «Признания»               | Отто Батхёрст  | Мэттью Грэм      | 5 апреля 2005  | 5,62                |
| Когда гангстер начинает искать своего давно потерянного сына, Альберт придумывает план, как выманить у него грязные деньги. Тем временем, смерть близкого друга заставляет тоже не молодого Альберта задуматься о своей жизни. |            |                                         |                |                  |                |                     |
| 9 | 3          | «The Lesson» «Урок»                     | Элрик Райли    | Тони Джордан     | 12 апреля 2005 | 5,26                |
| Дэнни подключает к делу нового участника — он хочет, чтобы тот стал частью команды. Афера состоит в том, чтобы обмануть нигерийского коллекционера редкой валюты, подсунув ему поддельную старинную банкноту. Однако всё идёт не по плану, когда потенциальный новый член команды пытается прикарманить добытые деньги, подставив при этом невиновную. |            |                                         |                |                  |                |                     |
| 10 | 4          | «Missions» «Задания»                    | Элрик Райли    | Говард Оверман   | 19 апреля 2005 | 6,14                |
| Команда планирует подставить аукционный дом, пустив с торгов фальшивую книжку комиксов. Однако афера почти разваливается, когда в дело вмешивается коррумпированный полицейский, требуя взятку за своё молчание. Стейси, тем временем, проникается тёплыми чувствами к фанату комиксов, желающим приобрести лот.                                       |            |                                         |                |                  |                |                     |
| 11 | 5          | «Old Acquaintance» «Старый знакомый»    | Джон Стриклэнд | Джули Раттерфорд | 26 апреля 2005 | 6,54                |
| Бывший муж Стейси, некогда сбежавший от неё, прихватив всё добро, вновь объявляется в Лондоне. Команда решает отомстить ему, выиграв у него все деньги за карточным столом. Тем не менее, Стейси не уверена, что её чувства к бывшему остались в прошлом.                                                                                              |            |                                         |                |                  |                |                     |
| 12 | 6          | «Eye of the Beholder» «Глаз смотрящего» | Джон Стриклэнд | Тони Джордан     | 3 мая 2005     | 5,42                |
| Королевские драгоценности пытались украсть многие мошенники, однако никто никогда не преуспевал в этом деле. Мики планирует стать первым, кто сумеет достичь этого, однако всё осложняется, когда несколько полицейских начинают следить за Мики чресчур пристально.                                                                                   |            |                                         |                |                  |                |                     |

### Сезон 3 (2006)
| № общий | № в сезоне | Название                                                 | Режиссёр         | Автор сценария | Дата премьеры  | Зрители в США (млн) |
| --- | ---------- | -------------------------------------------------------- | ---------------- | -------------- | -------------- | ------------------- |
| 13 | 1          | «Price for Fame» «Цена славы»                            | Отто Батхёрст    | Тони Джордан   | 10 марта 2006  | 6,48                |
| Команда Мики проводит шикарный отпуск в Лас-Вегасе, однако деньги быстро заканчиваются и аферисты снова возвращаются к работе. Их первая цель после отпуска — хитрый владелец паба Бенни Фрейзер, нанимающий на работу нелегальных иммигрантов. Команда выясняет, что добраться до Бенни можно только через его сына.                          |            |                                                          |                  |                |                |                     |
| 14 | 2          | «Albert's Challenge» «Вызов Альберта»                    | Отто Батхёрст    | Тони Джордан   | 17 марта 2006  | 5,90                |
| Борьба за власть в команде между Мики и Дэнни достигает критической отметки. Альберт, желая побыстрее прекратить эти разногласия, которые вредят их деятельности, предлагает провести специальный поединок, который поможет определить лучшего афериста. На кону — лидерство в команде.                                                        |            |                                                          |                  |                |                |                     |
| 15 | 3          | «Ties That Bind Us» «Узы, которые нас связывают»         | Колм МакКарти    | Стив Кумбс     | 24 марта 2006  | 5,74                |
| В Лондоне появляется новый мошенник, который собирает собственную команду. И этот мошенник не кто иной, как потомок легендарного мошенника XIX века Джеймса Райта, который заработал огромное состояние, продавая фальшивые золотые прииски. Впоследствии его обманул банк Корнфуц, оставив без копейки. Приглашённый актёр: Ричард Чемберлен. |            |                                                          |                  |                |                |                     |
| 16 | 4          | «A Bollywood Dream» «Болливудская мечта»                 | Колм МакКарти    | Дэнни Браун    | 31 марта 2006  | 5,64                |
| Гарольд, старый друг Альберта, хочет собрать команду для серьёзной аферы. Он хочет отомстить жадному и беспринципному владельцу предприятия Кульвинду Самар, который использует тяжкий каторжный труд. Самар — причина мучений сестры Гарольда и всего азиатского сообщества на протяжении десятилетий.                                        |            |                                                          |                  |                |                |                     |
| 17 | 5          | «The Hustler's News Of The Day» «Виртуозы — новость дня» | Си Джей Кларксон | Дэвид Каммингс | 7 апреля 2006  | 5,34                |
| Подругу Стейси — Эмили — оклеветали в газете, что привело к попытке самоубийства девушки. Эта история положила начало новому делу команды мошенников. Их основная цель — Фрэнсис Оуэн, редактор жёлтой газетёнки и репортёр Тим Миллен. |            |                                                          |                  |                |                |                     |
| 18 | 6          | «Law and Corruption» «Закон и коррупция»                 | Си Джей Кларксон | Тони Джордан   | 14 апреля 2006 | 6,08                |
| Ложное обвинение принципиальный полицейский из уголовного розыска Йорка приводит к аресту всей команды Мики. Он придумывает хитрый план по поимке вора Адама Райса; в обмен на это полиция Йорка соглашается выпустить его команду. Временное отсутствие Майкла «Мики Брикса» Стоуна.                                                          |            |                                                          |                  |                |                |                     |

### Сезон 4 (2007)
| № общий | № в сезоне | Название                                                        | Режиссёр     | Автор сценария | Дата премьеры | Зрители в США (млн) |
| --- | ---------- | --------------------------------------------------------------- | ------------ | -------------- | ------------- | ------------------- |
| 19 | 1          | «As One Flew Out, One Flew In» «Когда один ушёл, другой пришёл» | Элрик Райли  | Тони Джордан   | 3 мая 2007    | 5,74                |
| Когда Мики отправляется в Австралию, Денни решает взять лидерство командой на себя. Чтобы доказать, что он готов к этому, он придумывает амбициозный план по продаже знака «Голливуд» техасскому коллекционеру — любителю всего, что связано с Голливудом, Энтони Уэстли (Роберт Вагнер), коварному и коррумпированному дельцу, который часто использует шантаж, чтобы добиться своего. Команда прибывает в Лос-Анджелес, где Денни убеждает Уэстли, что знак выставлен на продажу, так как его собираются заменить новым. Уэстли готов заплатить большие деньги, чтобы забрать этот знак и не остановится ни перед чем, чтобы гарантировать, что он точно выиграет заявку. Но все идет не по плану мошенников. Первый эпизод, в котором отсутствует Эдди.                                                                |            |                                                                 |              |                |               |                     |
| 20 | 2          | «Signing Up to Wealth» «Подписка на богатство»                  | Ли МакИнтош  | Тони Джордан   | 10 мая 2007   | 5,75                |
| Команда возвращается в Лондон, где их уже ждет новая выбранная Альбертом жертва — Дикки Бреннан, безжалостный порно барон, и страстный любитель скачек. Его мечта — завладеть призовой лошадью. Конечно, наша банда готова исполнить его желание, несмотря на то, что о лошадях они не знают ничего. К их списку проблем добавляется еще одна — молодой и талантливый мошенник, Билли Бонд, — страстно желает присоединиться к группе и доказать свою ценность. Денни, между тем, ищет нового члена команды, взамен временно уехавшему Мики, причем, критерия отбора у него два: это должна быть девушка, второе — она должна быть красивая. Между тем, Бреннану удается одурачить Эша (к его шоку), и теперь команде придется сделать все, чтобы новая покупка Бреннана выиграла гонку ... Первое появление Билли Бонда. |            |                                                                 |              |                |               |                     |
| 21 | 3          | «Getting Even» «Добиваясь расплаты»                             | Ли МакИнтош  | Тони Джордан   | 17 мая 2007   | 5,42                |
| Любимый бармен мошенников — Эдди — испытывает серьезные проблемы, и команда предлагает ему помочь (в обмен на то, что все их долги будут прощены, конечно). Дом престарелых, где живет отец Эдди, перекупила Вероника Пауэлл, которая придумала хитрую схему, как легально отбирать у стариков их недвижимость. Но у нее есть слабость, которую команда решает использовать: она страстная любительница дорогих вин. Денни придумывает план как продать ей бутылку обычного вина, выдав его за старое, дорогое и коллекционное вино. Задание осложняется тем, что Пауэлл уже как-то чуть не попалась на удочку мошенников, поэтому перед каждой покупкой она делает химический анализ бутылки. Это становится настоящей проверкой для нового лидера команды.                                                              |            |                                                                 |              |                |               |                     |
| 22 | 4          | «A Designer's Paradise» «Рай дизайнера»                         | Стефан Шварц | Колин Блитевэй | 24 мая 2007   | 5,76                |
| Кларисса Бартвелл — безнравственная женщина, которая проводит дорогие благотворительные мероприятия и кладет в свою сумочку большую часть собранных денег. Ее слабость — мода и дорогие коллекционные вещи, что мошенники и решают и использовать. Денни считает, что Билли готов стать непосредственно участником аферы. Между тем в жизни Билли появляется человек из прошлого, который его шантажирует и угрожая раскрыть некоторые подробности, если тот не заплатит 20 000 фунтов стерлингов. Ситуация усугубляется еще и тем, что финансовый консультант Клариссы настроен скептически и не доверяет мошенникам. |            |                                                                 |              |                |               |                     |
| 23 | 5          | «Conning the Artists» «Обманывая профессионалов»                | Стефан Шварц | Ник Фишер      | 31 мая 2007   | 4,97                |
| Завершив очередную аферу, команда празднует свой успех в баре у Эдди. Но веселье оборачивается настоящим испытанием, когда появляется человек, отец которого пострадал от рук мошенников, и заявляет что Эдди у него в заложниках. Его цель — отомстить аферистам, тем самым восстановив честь семьи. Начинается игра, цена в которой — жизнь одного из членов команды. Но, как всегда, все обстоит совсем не так, каким кажется на первый взгляд. |            |                                                                 |              |                |               |                     |
| 24 | 6          | «Big Daddy Calling» «Большой папочка вызывает»                  | Элрик Райли  | Тони Джордан   | 7 июня 2007   | 5,60                |
| Когда мошенники узнают, что Альберт был избит жестоким боссом мафии Джонни Маранцано, они срочно вылетают в Лас-Вегас. Не желая, чтобы Джонни все сошло с рук, Денни решает украсть джекпот казино — 5 миллионов долларов. Но сделать это крайне сложно — в казино высочайший уровень безопасности. Единственная уязвимая точка, которую они обнаруживают, заключается в том, что джекпот находится за гигантским аквариумом, который ежемесячно проходит очистку. Но даже завладев деньгами, уехать из Лас-Вегаса, да и вообще из Штатов — задание нелегкое и смертельно опасное. Получится ли спастись мошенникам от разгневанного босса мафии? Второй эпизод, в котором отсутствует Эдди. Последние регулярные появления: Дэнни Блю и Стейси Монро. Последнее появление Билли Бонда.                                   |            |                                                                 |              |                |               |                     |

### Сезон 5 (2009)
| № общий                                                                                | № в сезоне | Название                                        | Режиссёр        | Автор сценария                | Дата премьеры   | Зрители в США (млн) |
| -------------------------------------------------------------------------------------- | ---------- | ----------------------------------------------- | --------------- | ----------------------------- | --------------- | ------------------- |
| 25                                                                                     | 1          | «Return of the Prodigal» «Возвращение гения»    | Джеймс Стронг   | Тони Джордан                  | 8 января 2009   | 6,26                |
| Возвращение Майкла «Мики Брикса» Стоуна. Первое появление Шона Кеннеди и Эммы Кеннеди. |            |                                                 |                 |                               |                 |                     |
| 26                                                                                     | 2          | «New Recruits» «Новые рекруты»                  | Джеймс Стронг   | Тони Джордан                  | 15 января 2009  | 5,90                |
| Альберт Строллер отсутствует в том эпизоде.                                            |            |                                                 |                 |                               |                 |                     |
| 27                                                                                     | 3          | «Lest Ye Be Judged» «Да не судимы будете»       | Джулиан Симпсон | Финтан Райан                  | 22 января 2009  | 6,30                |
| 28                                                                                     | 4          | «Diamond Seeker» «Искатель бриллиантов»         | Джулиан Симпсон | Крис Харфорд и Том Баттерворт | 29 января 2009  | 5,73                |
| 29                                                                                     | 5          | «Politics» «Политики»                           | Мартин Хатчингс | Финтан Райан и Марстон Блум   | 5 февраля 2009  | 5,95                |
| 30                                                                                     | 6          | «The Road Less Travelled» «Неизведанные дороги» | Мартин Хатчингс | Тони Джордан                  | 12 февраля 2009 | 6,27                |

### Сезон 6 (2010)
| № общий | № в сезоне | Название                                                                  | Режиссёр       | Автор сценария              | Дата премьеры  | Зрители в США (млн) |
| ------- | ---------- | ------------------------------------------------------------------------- | -------------- | --------------------------- | -------------- | ------------------- |
| 31      | 1          | «And This Little Piggy Had Money» «И у этой маленькой свинки были деньги» | Иэн МакДональд | Тони Джордан                | 4 января 2010  | 6,84                |
| 32      | 2          | «The Thieving Mistake» «Ошибка вора»                                      | Иэн МакДональд | Финтан Райан                | 11 января 2010 | 6,74                |
| 33      | 3          | «Tiger Troubles» «Проблемы с тигром»                                      | Сара О’Горман  | Крис Бакналл                | 18 января 2010 | 5,89                |
| 34      | 4          | «The Father of Jewels» «Отец драгоценностей»                              | Сара О’Горман  | Марк Чаппелл и Финтан Райан | 25 января 2010 | 5,84                |
| 35      | 5          | «Conned Out of Luck» «Кража удачи»                                        | Люк Уотсон     | Тони Джордан                | 1 февраля 2010 | 5,95                |
| 36      | 6          | «The Hush Heist» «Тихий грабёж»                                           | Люк Уотсон     | Тони Джордан                | 8 февраля 2010 | 6,36                |

### Сезон 7 (2011)
| № общий                            | № в сезоне | Название                                               | Режиссёр      | Автор сценария | Дата премьеры   | Зрители в США (млн) |
| ---------------------------------- | ---------- | ------------------------------------------------------ | ------------- | -------------- | --------------- | ------------------- |
| 37                                 | 1          | «As Good as it Gets» «Как становится хорошо»           | Джон МакКей   | Тони Джордан   | 7 января 2011   | 6,84                |
| 38                                 | 2          | «Old Sparks Come New» «Старые искры разгораются вновь» | Джон МакКей   | Крис Лэнг      | 14 января 2011  | 7,04                |
| 39                                 | 3          | «Clearance From A Deal» «Проверка дела»                | Роджер Голдби | Джеймс Пайни   | 1 января 2011   | 6,84                |
| Приглашённый актёр: Майкл Брэндон. |            |                                                        |               |                |                 |                     |
| 40                                 | 4          | «Benny's Funeral» «Похороны Бенни»                     | Роджер Голдби | Крис Бакналл   | 28 января 2011  | 6,97                |
| 41                                 | 5          | «The Fall of Railton FC» «Падение ФК Рейлтона»         | Колин Тиг     | Крис Лэнг      | 11 февраля 2011 | 6,87                |
| 42                                 | 6          | «The Delivery» «Доставка»                              | Колин Тиг     | Тони Джордан   | 18 февраля 2011 | 6,16                |

### Сезон 8 (2012)
| № общий | № в сезоне | Название                                               | Режиссёр      | Автор сценария | Дата премьеры   | Зрители в США (млн) |
| --- | ---------- | ------------------------------------------------------ | ------------- | -------------- | --------------- | ------------------- |
| 43 | 1          | «Gold Finger» «Золотой палец»                          | Элрик Райли   | Тони Джордан   | 13 января 2012  | 6,51                |
| 44 | 2          | «Picasso Finger Painting» «Картина Пикассо»            | Эдриан Лестер | Тони Джордан   | 20 января 2012  | 5,88                |
| 45 | 3          | «Curiosity Caught the Kat» «Любопытство сгубило кошку» | Роджер Голдби | Райан Крэйг    | 27 января 2012  | 5,84                |
| 46 | 4          | «Eat Yourself Slender» «Ешь и худей»                   | Роджер Голдби | Крис Лэнг      | 3 февраля 2012  | 6,13                |
| 47 | 5          | «Ding Dong That's my Song» «Дин-дон это моя песня»     | Элрик Райли   | Крис Бакналл   | 10 февраля 2012 | 6,10                |
| 48 | 6          | «The Con is Off» «Конец аферы»                         | Элрик Райли   | Тони Джордан   | 17 февраля 2012 | 6,80                |
| Последнее появление всего актёрского состава: Майкла «Мики Брикса» Стоуна, Эша «Три носка» Моргана, Альберта Строллера, Шона и Эммы Кеннеди и бармена Эдди. Специальные приглашённые актёры: Марк Уоррен в роли Дэнни Блю и Джейми Мюррей в роли Стейси Монро. Эпизод является финальным. |            |                                                        |               |                |                 |                     |